# Karlukové
Karlukové nebo Üč-Oguzové, Üč-Karlukové (staroturecky:     → Karluk, turecky: plurál → Karluklar, persky: حاللوه → Halluh, arabsky: حارلوق → Harluk, čínsky 葛逻禄 pchin-jinem Géluólù, obvyklou fonetikou: Kelolu, Kelu, Chololo, Chorlo, Harluut) byli středověkým turkickým kmenem sestaveným ze tří rodů, který žil v oblasti dnešního Žety-su (Sedmiříčí) podél karavanní cesty ze střední Asie do Číny. Byli to kočovní pastevci a lovci, od 8. století přecházeli k usedlému zemědělství. V období starobylých Turků se Karlukům říkalo „Üč Oguz“ nebo „Üč boj“.
Jazykově náleželi k turecké větvi altajských jazyků. Od roku 756 do 940 měli svůj stát „Karlucký jabguluk“ čili „knížectví“ , který v roce 861 ovládl Kašgar. Do roku 940 byl centrem moci Sujáb na řece Čuj, od roku 940 (v rámci Karachánů) Kojlyk na řece Ili. Vládci měli titul jabgu. Rok 940 je považován za definitivní konec Karluckého jabguluku a jeho přímým pokračováním byl následně chanát Karachánů, jehož se stal součástí. V roce 960 přijali Karlukové islám.

## Krátká historie
Üč-Oguzové (3-Oguzové → tři kmeny) byli kočovným kmenem, mluvili jazykem Oguzské větve (vyslovovali hlásku „z“), jejichž jazyk náležel ke skupině tureckých jazyků. První zmínky o nich jsou z 5. století, kdy byli označováni jako Bulakové nebo Üč-Karlukové, což znamenalo, že se tehdy jednalo o svaz tří kmenů. Üč-Oguzové byli potomci 10-Oguzů (deset kmenů) → On-Oků → On-Oguzů,kteří po eliminací Türgešského kaganátu (699–766) založili stát v západním Turkestáně.
V epose od Mahmúda Kašgarského Divân-ı Lügati't-Türk, napsaného v 11. století se uvádí:
| „                                            | …قرلق → Karluk je název společnosti kočovných Turků, jež se oddělili od Oguzů. Tak jako Oguzové i oni jsou Turkméni… | “ |
| — Maḥmūd al-Kāshgarī „Divân-ı Lügati't-Türk“ | |   |

Kočovali mezi Altajem a východními břehy jezera Balchaš. Vůdce měl titul „elteber → elterbeg“. V 6.–8. století byli závislí na Turkutech a Modrých Turcích. Byli příbuzní a na nějakou dobu také spojenci Ujgurů.

## Etymologie a původ
Jako původ jména „Karluk“ uvádí N. Aristov řeku „Kerlyk“, což je přítok řeky Čaryš, a také předkládá návrh, že domorodé jméno by mohlo pocházet od turkického toponyma ve smyslu „divoké proso“. Opak, že toponyma byla pojmenovaná podle ethnonyma domorodých lidí, je také možný.
Nejstarší etymologická zmínka o „názvu Karluk“ je zaznamenána v čínské dynastické historické Knize Tchangů z období vlády Tchangů, (během zániku Východoturkuckého kaganátu Turkutů), která sleduje stopu ke jménu „Karlyk“, což turecky znamená → „sněhová hromada“. „Kar“ znamená „sníh“, což je i v názvu Karského moře.
„Karlyk“ byl ethnonymem lidí žijících v 5. století u Tarbagataje a Kara-Irtyše (Černý-Irtyš, který je zdrojnicí Irtyše). Tito lidé byli známi jako domorodé etnické skupiny, které od roku 552 vytvořili kmenovou alianci, která byla začleněna do Turkuckého kaganátu. Aliance se původně skládala ze tří hlavních kmenů, z nichž nejpočetnější byl kmen Čugajů (Čjisy, Popou), poté Karluků a nakonec Jaowu-keů (Jagmur-karů) pocházejících z 9 Oguzů.

### Západoturkutská říše (Turkuti) (583–657)

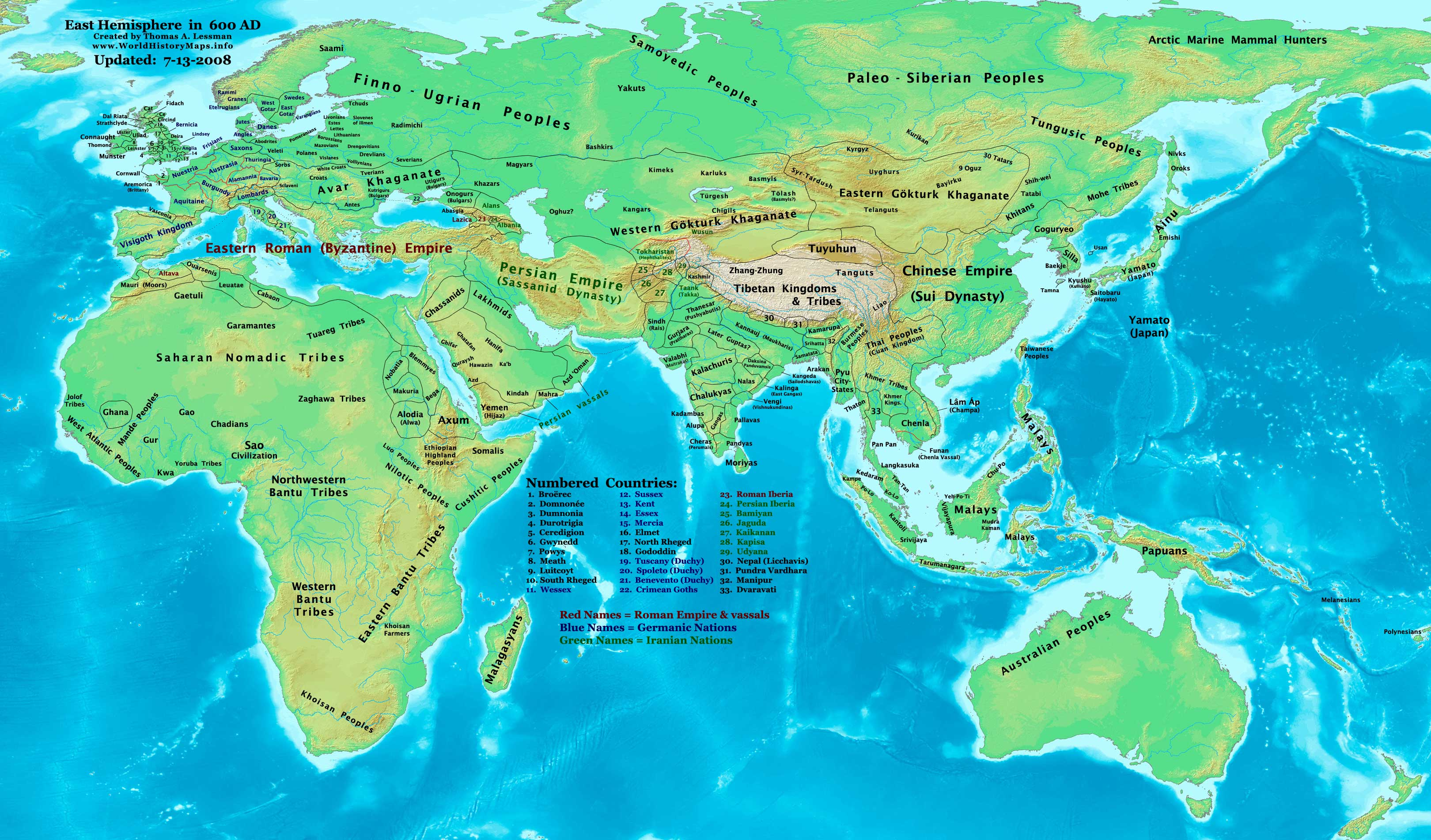
Asie roku 600, znázorňující umístění Karluckých kmenů

Roku 583, po rozpadu Turkuckého kaganátu na západní a východní, vytvořili Üč-Oguzové „Karlucký chanát“ pod vedením neautonomního jabgua (princ), ale byl včleněn do Západoturkuckého kaganátu (Turkuti) jako členové Tie-lejských kmenů ve svazu 5-Oguzů, v čele s Basmaly.
Roku 630 byl džabgu Ašına Topi (Sieli), vládce Východoturkuckého kaganátu zajat Číňany. Jeho dědic, „podřízený kagan“ Ašına Chupo, z Východoturkuckého kaganátu utekl do Altaje s velkou částí lidí a 30 000 vojáky, kde si podmanil kmeny 5-Oguzů (Basmalové), poté na severu Jenisejské Kyrgyzy a získal titul Iču Čchepi-kagan. Üč-Oguzové se spojili s Tie-lejy a jejich představiteli Ujgury proti Západoturkuckému kaganátu, a začali se podílet na následných vítězstvích v čele z Ujgury (9 Oguzové). Potom se menší část Üč-Oguzů spojila s Ujgury a usadila se v pohoří Bogdo-Ola, větší část se usadila v oblasti mezi Altajem a východním Ťan-šanem.
Roku 644 první čínský odkaz na Üč-Oguzy je označuje jako Manichejstický atribut: Lví Karlukové („Ši-Kelolu“, „ši“ znamená Sogdsky „lev“). „Lev“, turecky arslan, u Üč-Oguzů přetrvával až do doby Mongolů. Podle čínských zdrojů měli Üč-Oguzové roku 650 tři mohutné kmeny, jejichž vůdcové nosili titul „elteber → elterbeg“ které náleželo jen vůdcům velkých kmenových svazů: Bulakové (Meulo, Mojlo)→ :(Karabölükové, Alkabölükové, podle Oguz-kaganova dastanu, se kolem roku 750 staly součástí historicky primárních 24 turkomanských kmenů Oguzských Turků), Čigilové (Čugaj, Čjisy, Popou) a Tašiliové (Tašı). Jejích součástí se také stali Säbäkové.
Později se Üč-Oguzové šíří z údolí řeky Kerlyk podél řeky Irtyš v západní části Altaje, za hranice Černého-Irtyše a Tarbagataje směrem k Ťan-šanu. Do roku 665 byla Karlucká unie v čele s bývalým Üč-Oguzským bejem s názvem „kül-erkin“, nyní s názvem „jabgu“ (princ), který měl mocnou armádu. Karlukský předvoj opustil Altajskou oblast.

### Druhá Turkutská říše (Modří Turci) (681–744)
Břehů Amudarje dosáhla tato část na počátku 8. století (například: Karabölükové, Alkabölükové).
V roce 742 se během bojů proti východním Turkutům (Modří Turci) vytvořila na krátký čas říše, tvořená koalicí Basmalů, Ujgurů a Karluků, která sehrála rozhodující roli při likvidaci bývalých vládců stepi (Modrých Turků). V čele této nové říše byl vládce Basmalů s titulem kagana, zbylí dva vůdcové dostali titul „jabgu“ (Karlukové tento titul vyslovovali džabgu). Oba se ale brzy proti kaganovi spojili a už v roce 744 vládu Basmalů svrhli. Vedoucí úlohu ve stepi pak měli na sto let Ujgurové.
Üč-Oguzové se proslavili svými koberci tkanými v předislámském období. Byli považováni za vazaly podléhající dynastií Tchang po jejich konečném dobytí regionů Máveraünnehiru kolem roku 744.

### Ujgurský kaganát (744–840)
V Mongolsku a na jižní Sibiři vznikl nový stát - Ujgurský kaganát (744–840). Vůdce ujgurských kmenů dostal titul „nejvyšší kagan“, vůdce Üč-Oguzové titul pravého (západního) „jabgu“. Üč-Oguzové se však od kaganátu odklonili. V 8. století začal boj o türgešské dědictví mezi nimi a Oguzy, jejichž skupiny se rozprostíraly mezi Issyk-kulem a Talasem. Část Oguzů poté opustila Žety-su (Sedmiříčí) a odešla k Syr-darji. Üč-Oguzové prováděli dočasnou samostatnou politiku, využili současného rozkladu další středoasijské mocnosti – Türgešů a 746 obsadili bohatou oblast Žety-su.
Druhá část Üč-Oguzů roku 746 přesídlila do Žety-su z Altaje a Tarbagataje, odkud byli vytlačeni dominujúcími Ujgury. Üč-Oguzové zůstali v čínské sféře vlivu a aktivním účastníkem v boji proti muslimské expanzi do této oblasti, až do jejich rozkolu z Tchangy v roce 751. Tūrgeši byli v této době natolik vyčerpáni, že jim nebyli schopni čelit. Navíc se tu vměšovalo čínské impérium jehož vůdcové z Východního Turkestánu zahájili v roce 748 útok na Sujáb, rozvrátili ho a zajali vládce Čače. V roce 749 založili Üč-Oguzové novou kmenovou konfederaci s Ujgurskými a Basmalskými kmeny. V roce 751 pomohli u Talasu Arabům zvítězit v klíčové bitvě o nadvládu ve Střední Asii, když v rozhodujícím okamžiku vpadli do zad Číňanům. Čačův syn se obrátil o pomoc k Arabům.
V roce 751 na řece Talas blízko Tarazu došlo k obrovské srážce mezi velitelem Zijádem Ibn Salichem a čínským velitelem Kao Sien-č'. Bitva trvala pět dní. V rozhodující chvíli povstali v týlu Číňanů Üč-Oguzové a přešli na sranu Arabů. Čínské vojsko bylo na hlavu poraženo. Bitva u Atlachu měla velký historický význam. Čína opustila celou oblast včetně východního Turkestánu, který přenechala Tibeťanům a Ujgurům. Arabové se nemohli udržet na řece Talas a ustoupili k Taškentu. Ve stejném roce Tūrgeši podlehly tlaku Üč-Oguzů. Na ruinách Západoturkutského kaganátu byly vytvořeny čtyři mohutné státy: Chazarský kaganát, Oguzský jabguluk, Kimäcko-kypčacký kaganát a Karlucký jabguluk.

## Karlucký jabguluk
Pod záštitou Üč-Oguzů vznikl raněfeudální stát „Karlucký jabguluk“ čili „knížectví“ soustředěný pod vládou jabguho. V roce 758 Üč-Oguzové stanovili nadvládu v západní oblasti Talasu za pouhých sedm – osm let s hlavním městem Balasagun. Přestože podléhala vládcům rozsáhlá území, jejich moc byla dosti omezená. Pokračovaly v uznávání nadřazenosti Ötükenu (Druhého Ujgurského kaganátu). Jejich knížectví bylo jakousi konfederací, vůdcové jednotlivých kmenů měli velkou míru samosprávy. Jejich vládce s titulem jabgu je často zmiňován v Orchonských nápisech. Karlukští cháni přiřadili svůj rodokmen vládnoucí dynastii Turkutského kaganátu, Ašınovské dynastie.
Vedle kočovných tureckých kmenů žili v říši i obyvatelé severoíránského původu, většinou polousedlí. U nich ale dochází k postupné turkizaci. Arabský geograf Al-Marvazí ve 12. století pozoruje v sestavě Karluků „devět kmenů“. Součástí karlucké konfederace byly kočovné a polokočovné kmeny Žety-su a jižního Kazachstánu: tři skupiny Čugajů (Čjisy, Popou): Čigilové, Barschanové a Chaladžové, tři skupiny Bulaků (Üč-Karlukové): Bulakové → (Karabölükové, Alkabölükové), Kök-erkinové a Čarukové a ještě Azkiši a Tuchsové a zbytky Türgešů. Obyvatelstvo podmaněné Karluky nebylo etnicky jednotné, vedle íránojazyčných Sogdů zahrnovalo také imigranty se zemí Blízkého Východu, Mongolska a jiné. Dále uvádí, že jednou se spojily s Oguzy, kteří žili na jejich západních hranicích.
Druhá polovina 8. století byla pak obdobím prvního rozkvětu moci Karluků. V roce 766 přešel do rukou Üč-Oguzského jabgua celý Žety-su se dvěma sídly turgešských kaganátů: Tarazem a Sujábem který obsadili a přenesli tam svoje centrum. Arabové uvádějí, že tehdy tvořilo jejich svaz „devět kmenů“ a ovládali rozsáhlé území. Jedna větev Üč-Oguzů se v roce 766–775, postupně dostala od města Kašgaru až po střední tok Syr-darji, druhá větev se koncem 8. století dostala do mimořádně bohatého území Ferghany. Na území Žety-su se zformoval politický útvar karluckých kmenů.
Na přelomu 8. a 9. století se Karlukové dostávají do dvojího tlaku. Ze západu proti nim útočí Arabové a z východu Ujgurové, jejichž nadvládu nakonec museli uznat. V létech 791–792 byli Karlukové jako spojenci Tibeťanů a snažili se spolu s nimi o získání nadvlády Východního Turkestánu, ale byli poraženi Ujgury. Po masivním vojenském tažení Ujgurského kagana Alp Bilgäho (Pao-i) byly nakonec oblasti knížectví Karluků v létech 820–821 začleněné do Ujgurské říše. Ale již v roce 840 Ujgurský kaganát zničili Jenisejští Kyrgyzové. Karlukové se znovu staly nezávislými a byli schopni získat některé oblasti Východního Turkestánu. Podle arabských a perských pramenů se Karlucký jabguluk v 9. a 10. století skládal z mnoha kmenů.
Situace okamžitě využil karlucký vládce města Sajramu (Šymkent, Ispidžáb) džabgu Bilgä Kül Kadır. Tvrdil o sobě, že je potomkem turkucké Ašınovské dynastie, vyhlásil nezávislost a prohlásil se kaganem. To ale vyvolalo okamžitou reakci středoasijské muslimské dynastie sámánovců. V témže roce totiž byla proti Karlukům vládcem Samarkandu vyhlášena svatá válka – džihád – a byl dobyt Ispidžáb (Sajram, Šymkent). Boje s muslimy trvaly velmi dlouho, Karlukové zadržují jejich postup do Žety-su (Sedmiříčí). V roce 893 zde dobyli Oguzové a Sámánovci po dlouhém obléhání další významné centrum – Taraz (Talas). Počínaje syny prvního kagana došlo u Karluků k rozdělení na dvě křídla: východní (váženější) a západní. To bylo běžné u mnoha kočovných kmenů. Vůdce západního křídla, stojící v čele kmene Jaowu-keové (Jagmur-karové), a označovaný jako bogra-chán se ale postavil proti vrchnímu kaganovi, svému strýci a v roce 940 zvítězil. To je považováno za konec kaganátu Karluků, i když následná říše v čele s dynastií Karachánovců byla vlastně jeho přímým pokračováním. Část Karluků odkočovala do severního Žety-su a vytvořila se vlastní chanát s centrem v Kojlyku, nakonec ale museli stejně uznat závislost na Karchánovcích.

### Karachánové
Roku 940 začínají být vstřebáváni do Karachánského chanátu jehož zakladatel Satuk Bogra vystoupil za podpory Samánovců proti svému strýci chánovi Ogulčakovi a podmanil si Taraz a Kašgar. V roce 942 svrhl vládce v Balasagunu a vyhlásil se kaganem. Od té doby se píše historie Karachánovců. Kolem roku 960 pak Karlukové → Karachánové jako první turkický státní útvar, přecházejí z tradiční konfese šamanizmu, tengrismu, teismu atd., k přijetí formy sunnitského islámu.
Roku 1211 dobrovolně posílají Čingischánovi guvernéra Almalyku, chána Arslana, který dříve sloužil Kara-Kitanům a 8-Oguzům-Tatarům (Najmani), a taky vládce ferganských karluků chána Kadarmelika.

## Jazyk Čagatajského chanátu
V mongolském období, 1220–1390 tvořil karlucký dialekt základ moderních uzbeckých a ujgurských jazyků v Transoxanií a Východním Turkestáně. Samostatná podskupina turkických jazyků, která v současnosti také zahrnuje ujgurštinu, uzbečtinu a iliskou turečtinu se jmenuje karlucká. Karlucký jazyk je také známý jako čagatajský jazyk.

## Schéma linie Karluků
|  |  |  |  |  |  |  |  |                            |                            |                            |                            | Karlukové Üč-Oguzové (3-Ok) | Karlukové Üč-Oguzové (3-Ok) | Karlukové Üč-Oguzové (3-Ok) | Karlukové Üč-Oguzové (3-Ok) | Karlukové Üč-Oguzové (3-Ok) | Karlukové Üč-Oguzové (3-Ok) |             |             |             |             |             |             |  |  | Ujgurové Tokuz-Oguzové (9-Ok) | Ujgurové Tokuz-Oguzové (9-Ok) | Ujgurové Tokuz-Oguzové (9-Ok) | Ujgurové Tokuz-Oguzové (9-Ok) | Ujgurové Tokuz-Oguzové (9-Ok) | Ujgurové Tokuz-Oguzové (9-Ok) |                             |                             |            |            |            |            |            |            | Basmalové Beš-Oguzové (5-Ok) | Basmalové Beš-Oguzové (5-Ok) | Basmalové Beš-Oguzové (5-Ok) | Basmalové Beš-Oguzové (5-Ok) | Basmalové Beš-Oguzové (5-Ok) | Basmalové Beš-Oguzové (5-Ok) |         |         |         |         |  |  |  |  |  |  |  |  |  |  |  |  |
|  |  |  |  |  |  |  |  |                            |                            |                            |                            | Karlukové Üč-Oguzové (3-Ok) | Karlukové Üč-Oguzové (3-Ok) | Karlukové Üč-Oguzové (3-Ok) | Karlukové Üč-Oguzové (3-Ok) | Karlukové Üč-Oguzové (3-Ok) | Karlukové Üč-Oguzové (3-Ok) |             |             |             |             |             |             |  |  | Ujgurové Tokuz-Oguzové (9-Ok) | Ujgurové Tokuz-Oguzové (9-Ok) | Ujgurové Tokuz-Oguzové (9-Ok) | Ujgurové Tokuz-Oguzové (9-Ok) | Ujgurové Tokuz-Oguzové (9-Ok) | Ujgurové Tokuz-Oguzové (9-Ok) |                             |                             |            |            |            |            |            |            | Basmalové Beš-Oguzové (5-Ok) | Basmalové Beš-Oguzové (5-Ok) | Basmalové Beš-Oguzové (5-Ok) | Basmalové Beš-Oguzové (5-Ok) | Basmalové Beš-Oguzové (5-Ok) | Basmalové Beš-Oguzové (5-Ok) |         |         |         |         |  |  |  |  |  |  |  |  |  |  |  |  |
|  |  |  |  |  |  |  |  |                            |                            |                            |                            |                             |                             |                             |                             |                             |                             |             |             |             |             |             |             |  |  |                               |                               |                               |                               |                               |                               |                             |                             |            |            |            |            |            |            |                              |                              |                              |                              |                              |                              |         |         |         |         |  |  |  |  |  |  |  |  |  |  |  |  |
|  |  |  |  |  |  |  |  |                            |                            |                            |                            |                             |                             |                             |                             |                             |                             |             |             |             |             |             |             |  |  |                               |                               |                               |                               |                               |                               |                             |                             |            |            |            |            |            |            |                              |                              |                              |                              |                              |                              |         |         |         |         |  |  |  |  |  |  |  |  |  |  |  |  |
|  |  |  |  |  |  |  |  |                            |                            |                            |                            |                             |                             |                             |                             |                             |                             |             |             |             |             |             |             |  |  | Ujgurský kaganát 744–840      |                               |                               |                               |                               |                               |                             |                             |            |            |            |            |            |            |                              |                              |                              |                              |                              |                              |         |         |         |         |  |  |  |  |  |  |  |  |  |  |  |  |
|  |  |  |  |  |  |  |  |                            |                            |                            |                            |                             |                             |                             |                             |                             |                             |             |             |             |             |             |             |  |  |                               |                               |                               |                               |                               |                               |                             |                             |            |            |            |            |            |            |                              |                              |                              |                              |                              |                              |         |         |         |         |  |  |  |  |  |  |  |  |  |  |  |  |
|  |  |  |  |  |  |  |  |                            |                            |                            |                            |                             |                             |                             |                             |                             |                             |             |             |             |             |             |             |  |  |                               |                               |                               |                               |                               |                               |                             |                             |            |            |            |            |            |            |                              |                              |                              |                              |                              |                              |         |         |         |         |  |  |  |  |  |  |  |  |  |  |  |  |
|  |  |  |  |  |  |  |  |                            |                            |                            |                            |                             |                             |                             |                             |                             |                             |             |             |             |             |             |             |  |  |                               |                               |                               |                               |                               |                               |                             |                             |            |            |            |            |            |            |                              |                              |                              |                              |                              |                              |         |         |         |         |  |  |  |  |  |  |  |  |  |  |  |  |
|  |  |  |  |  |  |  |  | Karlucký jabguluk          |                            |                            |                            |                             |                             |                             |                             |                             |                             |             |             |             |             |             |             |  |  |                               |                               |                               |                               |                               |                               |                             |                             |            |            |            |            |            |            |                              |                              |                              |                              |                              |                              |         |         |         |         |  |  |  |  |  |  |  |  |  |  |  |  |
|  |  |  |  |  |  |  |  |                            |                            |                            |                            |                             |                             |                             |                             |                             |                             |             |             |             |             |             |             |  |  |                               |                               |                               |                               |                               |                               |                             |                             |            |            |            |            |            |            |                              |                              |                              |                              |                              |                              |         |         |         |         |  |  |  |  |  |  |  |  |  |  |  |  |
|  |  |  |  |  |  |  |  |                            |                            |                            |                            |                             |                             |                             |                             |                             |                             |             |             |             |             |             |             |  |  |                               |                               |                               |                               |                               |                               |                             |                             |            |            |            |            |            |            |                              |                              |                              |                              |                              |                              |         |         |         |         |  |  |  |  |  |  |  |  |  |  |  |  |
|  |  |  |  |  |  |  |  |                            |                            |                            |                            |                             |                             |                             |                             |                             |                             |             |             |             |             |             |             |  |  |                               |                               |                               |                               |                               |                               |                             |                             |            |            |            |            |            |            |                              |                              |                              |                              |                              |                              |         |         |         |         |  |  |  |  |  |  |  |  |  |  |  |  |
|  |  |  |  |  |  |  |  |                            |                            |                            |                            |                             |                             |                             |                             |                             |                             | Karachánové | Karachánové | Karachánové | Karachánové | Karachánové | Karachánové |  |  |                               |                               |                               |                               |                               |                               |                             |                             | Kao-čchang | Kao-čchang | Kao-čchang | Kao-čchang | Kao-čchang | Kao-čchang |                              |                              |                              |                              | Kan-čou                      | Kan-čou                      | Kan-čou | Kan-čou | Kan-čou | Kan-čou |  |  |  |  |  |  |  |  |  |  |  |  |
|  |  |  |  |  |  |  |  |                            |                            |                            |                            |                             |                             |                             |                             |                             |                             | Karachánové | Karachánové | Karachánové | Karachánové | Karachánové | Karachánové |  |  |                               |                               |                               |                               |                               |                               |                             |                             | Kao-čchang | Kao-čchang | Kao-čchang | Kao-čchang | Kao-čchang | Kao-čchang |                              |                              |                              |                              | Kan-čou                      | Kan-čou                      | Kan-čou | Kan-čou | Kan-čou | Kan-čou |  |  |  |  |  |  |  |  |  |  |  |  |
|  |  |  |  |  |  |  |  |                            |                            |                            |                            |                             |                             |                             |                             |                             |                             |             |             |             |             |             |             |  |  |                               |                               |                               |                               |                               |                               |                             |                             |            |            |            |            |            |            |                              |                              |                              |                              |                              |                              |         |         |         |         |  |  |  |  |  |  |  |  |  |  |  |  |
|  |  |  |  |  |  |  |  |                            |                            |                            |                            |                             |                             |                             |                             |                             |                             |             |             |             |             |             |             |  |  |                               |                               |                               |                               |                               |                               |                             |                             |            |            |            |            |            |            |                              |                              |                              |                              |                              |                              |         |         |         |         |  |  |  |  |  |  |  |  |  |  |  |  |
|  |  |  |  |  |  |  |  |                            |                            |                            |                            |                             |                             |                             |                             |                             |                             |             |             |             |             |             |             |  |  |                               |                               |                               |                               |                               |                               |                             |                             |            |            |            |            |            |            |                              |                              |                              |                              |                              |                              |         |         |         |         |  |  |  |  |  |  |  |  |  |  |  |  |
|  |  |  |  |  |  |  |  |                            |                            |                            |                            |                             |                             |                             |                             |                             |                             |             |             |             |             |             |             |  |  |                               |                               |                               |                               |                               |                               |                             |                             |            |            |            |            |            |            |                              |                              |                              |                              |                              |                              |         |         |         |         |  |  |  |  |  |  |  |  |  |  |  |  |
|  |  |  |  |  |  |  |  | Západní Karachánský chanát | Západní Karachánský chanát | Západní Karachánský chanát | Západní Karachánský chanát | Západní Karachánský chanát  | Západní Karachánský chanát  |                             |                             |                             |                             |             |             |             |             |             |             |  |  |                               |                               | Východní Karachánský chanát   | Východní Karachánský chanát   | Východní Karachánský chanát   | Východní Karachánský chanát   | Východní Karachánský chanát | Východní Karachánský chanát |            |            |            |            |            |            |                              |                              |                              |                              |                              |                              |         |         |         |         |  |  |  |  |  |  |  |  |  |  |  |  |
|  |  |  |  |  |  |  |  | Západní Karachánský chanát | Západní Karachánský chanát | Západní Karachánský chanát | Západní Karachánský chanát | Západní Karachánský chanát  | Západní Karachánský chanát  |                             |                             |                             |                             |             |             |             |             |             |             |  |  |                               |                               | Východní Karachánský chanát   | Východní Karachánský chanát   | Východní Karachánský chanát   | Východní Karachánský chanát   | Východní Karachánský chanát | Východní Karachánský chanát |            |            |            |            |            |            |                              |                              |                              |                              |                              |                              |         |         |         |         |  |  |  |  |  |  |  |  |  |  |  |  |
|  |  |  |  |  |  |  |  |                            |                            |                            |                            |                             |                             |                             |                             |                             |                             |             |             |             |             |             |             |  |  |                               |                               |                               |                               |                               |                               |                             |                             |            |            |            |            |            |            |                              |                              |                              |                              |                              |                              |         |         |         |         |  |  |  |  |  |  |  |  |  |  |  |  |
|  |  |  |  |  |  |  |  |                            |                            |                            |                            |                             |                             |                             |                             |                             |                             |             |             |             |             |             |             |  |  |                               |                               |                               |                               |                               |                               |                             |                             |            |            |            |            |            |            |                              |                              |                              |                              |                              |                              |         |         |         |         |  |  |  |  |  |  |  |  |  |  |  |  |

## Toponymické stopy
Ve druhé polovině 19. a začátkem 20. století se část Karluků připojila k uzbeckému lidu, žijících v dnešní Kaškadarské, Bucharské a Surchandarské oblasti Uzbekistánu. Uzbekové → Karlukové byli silně významními představiteli europoidní rasy středoasijského meziříčí. Mezi nimi se také setkáváme se zástupci Íránsko-afghánské rasy.